# Albert Uderzo
Albert Uderzo, född som Alberto Aleandro Uderzo den 25 april 1927 i Fismes, Marne, död 24 mars 2020 i Neuilly-sur-Seine, var en fransk serieskapare (främst tecknare). Han skapade 1959 den tecknade serien Asterix tillsammans med René Goscinny.

## Biografi
Uderzo var son till italienska invandrare och fick franskt medborgarskap 1934.
Han gjorde några avsnitt av Captain Marvel Jr. för Magazine Bravo! i början av 1950-talet.
1958 skapade han tillsammans med manusförfattaren René Goscinny den humoristiska Oumpa-Pa (franska: Oumpah-Pah), utspelande sig på 1700-talet och med både indianer och franska utforskare i rollerna. Serien fortsattes i sammanlagt fem albumlånga äventyr fram till 1962, samtidigt som han 1959 tillsammans med Goscinny drog igång en snarlik historisk äventyrsserie – Asterix.
Asterix startade i samband med skapandet av den nya franska serietidningen Pilote. Under 1960-talet kom både tidning och serie att parallellt utvecklas till inflytelserika utgivningsfenomen, och Asterix blev även växande framgångar på olika exportmarknader. Serien om den lille gallern och hans landsmän, i kamp mot romare och andra, kom att präglas både av Goscinnys fyndiga och spirituella manus och Uderzos eleganta teckningar. Uderzos stil var en förening mellan fransk-belgisk seriekarikatyr (se Marcinelleskolan) och en realistisk äventyrsstil av amerikanskt snitt.
Duon Goscinny–Uderzo fortsatte med Asterix fram till Goscinnys död 1977, varefter Uderzo fortsatte med serien – nu också som manusförfattare. 2011 gick han dock i pension som serieskapare och lämnade över produktionen av kommande album till andra serieskapare. Uderzo kvarstod dock som rådgivare i samband med de nya produktionerna.
Parallellt med tecknandet för Asterix arbetade Uderzo redan från starten av Pilote med den tidningens titelserie Jaktfalkarna/Jetpiloterna. Det arbetet fortsatte fram till 1966, då tecknandet av serien överläts till Jijé.
Andra serier som Uderzo arbetat med inkluderar Biggles och Jehan Pistolet.

## Priser och utmärkelser
- Kommendör av Franska Arts et Lettres-orden (2003)
- Officer av Franska Hederslegionen (2013, Riddare 1985)
- Riddare av Nederländska Lejonorden (2007)
- Orla-priset 2006 för Asterix - Da himlen faldt ned om ørerne!

## Källhänvisningar
1. ↑  Albert Uderzo, RKDartists (på engelska), RKDartists-ID: 232344.[källa från Wikidata]
2. ↑  SNAC, SNAC Ark-ID: w6m61p3g, läs online, läst: 9 oktober 2017.[källa från Wikidata]
3. ↑  Lambiek Comiclopedia, Lambiek, 1 november 1999, Lambiek Comiclopedia artist-ID: u/uderzo, läst: 9 oktober 2017.[källa från Wikidata]
4. 1 2  Fichier des personnes décédées.[källa från Wikidata]
5. ↑  "Astérix et Obélix" : le dessinateur Albert Uderzo est décédé à 92 ans, RTL (på franska), 24 mars 2020, läs online, läst: 24 mars 2020.[källa från Wikidata]
6. ↑  Roglo, person-ID på Roglo: p=albert;n=uderzo.[källa från Wikidata]
7. ↑  Babelio, Babelio författar-ID: 7013.[källa från Wikidata]
8. ↑  "Astérix et Obélix" : le dessinateur Albert Uderzo est décédé à 92 ans (på franska), RTL, läs online.[källa från Wikidata]
9. ↑  RKDartists, RKDartists-ID: 232344, läst: 6 juli 2020.[källa från Wikidata]
10. 1 2 3  Tjeckiska nationalbibliotekets databas, NKC-ID: jn20001005640, läst: 15 december 2022.[källa från Wikidata]
11. ↑  Albert Uderzo commandeurdes Arts et Lettres (på franska), Le Nouvel Obs, läs online.[källa från Wikidata]
12. ↑  läs online, datastore.brussels , läst: 1 december 2021.[källa från Wikidata]
13. ↑  Albert Uderzo, Chevalier dans l'ordre néelandais du Lion (på franska), BD Gest', läs online.[källa från Wikidata]
14. ↑  läs online, www.lepoint.fr  .[källa från Wikidata]
15. ↑  Décret du 12 juillet 2013 portant promotion et nomination (på franska), Légifrance, läs online.[källa från Wikidata]
16. ↑  "Asterix-skaparen Uderzo död" i Göteborgs-Posten 2020-03-24
17. 1 2 3 4 5  ”Albert Uderzo”. ne.se. https://www.ne.se/uppslagsverk/encyklopedi/l%C3%A5ng/albert-uderzo. Läst 25 mars 2020.